# Јованка Радаковић
Јованка Радаковић (Саут Бенд, 12. септембар 1912 — Јајинци, код Београда, 19. септембар 1941), професорка књижевности и учесница Народноослободилачке борбе.

## Биографија
Рођена је 12. септембра 1912. године у Саут Бенду, у држави Индијани (САД). Њени родитељи су се после Првог светског рата вратили у Југославију и настанили у Шапцу, где је Јованка завршила средњу школу.
Године 1936. дипломирала је на Филозофском факултету у Београду, на групи за српскохрватски језик и књижевност. Затим је две године била асистент шефа катедре.
На Универзитету се укључила у револуционарни студентски покрет; била је активиста Омладинске секције Женског покрета и убрзо се истакла у разним акцијама и демонстрацијама. Била је члан делегације Алијансе женских покрета Југославије, на Међународном конгресу жена у Копенхагену, где је поднела реферат у име напредне женске омладине Југославије.
Године 1938. запослила се у гимназији у Вршцу. Ту се одмах укључила у рад Женског покрета, а по упутствима Жарка Зрењанина Уче, помагала је месном партијском руководству у раду и руководила гимназијским активом Савеза комунистичке омладине Југославије (СКОЈ). Због своје политичке активности премештена је, почетком 1941. године, у Горњи Милановац. После непуних шест месеци отпуштена је као комуниста. Остала је у Милановцу, да као члан Среског комитета КПЈ за таковски срез учествује у организовању устанка.
Да би избегла хапшење, напустила је Горњи Милановац августа 1941. године и прешла у Београд. У Београду се активно укључила у рад партијске организације. Вукица Митровић ју је распоредила да ради у једној партијској ћелији у центру. Прикупљала је и прилоге за Народноослободилачки покрет (НОП) на Београдском универзитету.
Ухапшена је на улици крајем августа. Из Специјалне полиције пребачена је у Бањички логор и стрељана 19. септембра 1941. године, у првој групи жена. Била је међу првима који су на стрелишту узвикивали пароле у славу Партије и слободе.
Једна улица у београдском насељу Звездара носи њено име.